# Jonathan Brent
Jonathan Brent (ur. 1949) – amerykański historyk i sowietolog, wydawca, nauczyciel akademicki.
Absolwent Columbia University. Doktorat na Uniwersytecie w Chicago. Od 2009 roku jest dyrektorem YIVO Institute for Jewish Research w Nowym Jorku. w latach 1991–2009 był szefem działu redakcyjnego Yale University Press. Twórca znanej serii Annals of Communism. Zajmuje się historią Żydów i ZSRR.

## Wybrane publikacje
- The History of the Yiddish Language
- The YIVO Encyclopedia of Jews in Eastern Europe
- The New Yiddish Library
- The Posen Library of Jewish Culture and Civilization
- The Last Days of the Jerusalem of Lithuania
- Stalin’s Last Crime
- Inside the Stalin Archives

## Publikacje w języku polskim
- Dlaczego zamordowano Stalina, rozmowę przeprowadzili Piotr Nehring, Bartosz Węglarczyk, „Gazeta Wyborcza” 2008, nr 99, s. 32.
- Wewnątrz archiwów Stalina, przeł. Dorota Dziewońska, Warszawa: Wydawnictwo Albatros A. Kuryłowicz 2011.